# Melalophacharops balajensis
Melalophacharops balajensis là một loài tò vò trong họ Ichneumonidae.